# إدوارد جي. لورينغ
إدوارد جي. لورينغ (بالإنجليزية: Edward G. Loring)‏ هو محامي وقاضي أمريكي، ولد في 28 يناير 1802 في بوسطن في الولايات المتحدة، وتوفي في 1890.